# Ricardo Visus (músico)
Ricardo Visus Antoñanzas, Caíto, (Carcastillo, 11 de agosto de 1931 – Pamplona, 15 de octubre de 2020) fue un tenor español, además de profesor de canto y director de ópera de la Universidad de Minnesota, en Moorhead (Estados Unidos) que había grabado varios discos e impartido clases en Argentina, Brasil y España.

## Biografía
Nacido en la finca de Figarol, luego concejo, a ocho kilómetros de Carcastillo, el 11 de agosto de 1931. Hijo de Ricardo Visus, guarda de la finca de Figarol, vivieron muchos años la familia en la finca antes de trasladarse al propio Carcastillo.
Iniciado en el gusto por la música a través del canto gregoriano del monasterio de la Oliva, con diez años ingresa en el Seminario de Pamplona donde, de la mano de Domingo Galaguerri (director de la Schola y organista en la parroquia de San Saturnino), comenzará sus primeros pasos musicalese. Dos años después ingresa en colegio de los Salesianos donde continúa sus aficiones musicales durante tres años, cantando y tocando el clarinete en la banda del centro. En 1958, el director del Orfeón Pamplonés de entonces, Juan Eraso, le invita a ingresar en el mismo y a tomar clases particulares que le animarán a proseguir la carrera de canto. Continuó después en Madrid recibiendo clases de Ángeles Ottein.
En 1960, con una beca de la Fundación Juan March, viaja a Milán donde pudo continuar sus estudios bajo la dirección de Mercedes Llopat y Zita Fugamalli, Franco Patané y Arnoldo Fornassari y con Marcello Cortis en arte dramático. Allí, entre sus compañeros de clase, conoció aː los hermanos, Alfredo y Francisco Kraus, y la soprano Lina Huarte. Prosiguió en Italia tres años más, con apoyo de la  Diputación de Navarra para la ampliación de estudios de Bellas Artes en el extranjero para jóvenes navarros. En 1962 obtiene en Vercelli la medalla de oro del XIII Concurso Internacional Gian Battista Viotti.
A lo largo de su vida profesional ha cantado en multitud de escenarios repartidos por Italia, Estados Unidos, Brasil, Argentina y España. De vuelta a Madrid, logra ser elegido primer tenor en la compañía de César Mendoza Lasalle y, más tarde, en el Teatro de la Zarzuela. Ricardo Visus había actuado a lo largo de su vida como solista de ópera, oratorio y música de cámara, además de concierto con orquesta. Como miembro de la Compañía Lírica del maestro Mendoza Lasalle y con el Teatro de la Zarzuela de Madrid, fue primer tenor con notable éxito, con artistas como Mirna Lacambra, Trinidad Paniagua, Monserrat Caballé, Ángeles Chamorro y Corinne Petit. En este ámbito cantó bajo la batuta de directores de la talla de Igor Markevitch, Antoni Ros-Marbá, Jesús López Cobos, Carlos Chávez, Odón Alonso, Pedro Ignacio Calderón y Theo Alcántara.  
Durante más de veinte años, Visus desarrolló también una destacada carrera académica como full professor (equivalente a Catedrático de Universidad) de canto y director de ópera de la Universidad de Minnesota en Moorhead, Estados Unidos, a la vez que ha llevado a cabo varias grabaciones discográficas e impartido clases magistrales en Argentina y España. Nunca abandonó su labor docente, tanto en Carcastillo, su pueblo natal, como en Pamplona. Alumnos suyos han sido: José Luis Sola (tenor), Dorota Grzeskowiak (soprano), Óscar Salvoch (tenor), Jorge Juan Morata (tenor)Iker Bengotxea (tenor), Iván Albert Gallo (tenor)
En 2019 donó al Archivo de la Música de Navarra su fondo documental. El fondo de Ricardo Visus ingresó, como donación, en el Archivo Real y General de Navarra. La donación de Ricardo Visus se compone de partituras, discografía, escritos pedagógicos, prensa, correspondencia, programas de mano, fotografías, carteles, registros audiovisuales, fonogramas, documentación personal (contratos profesionales y visados) y documentación familiar.
Falleció el 14 de octubre de 2020 en Pamplona.

## Premios y reconocimientos
- 1962 Medalla de Oro en el XIII Concurso internacional de canto Gian Battista Viotti, en Vercelli (Italia).